# Figuerola de Santes Creus

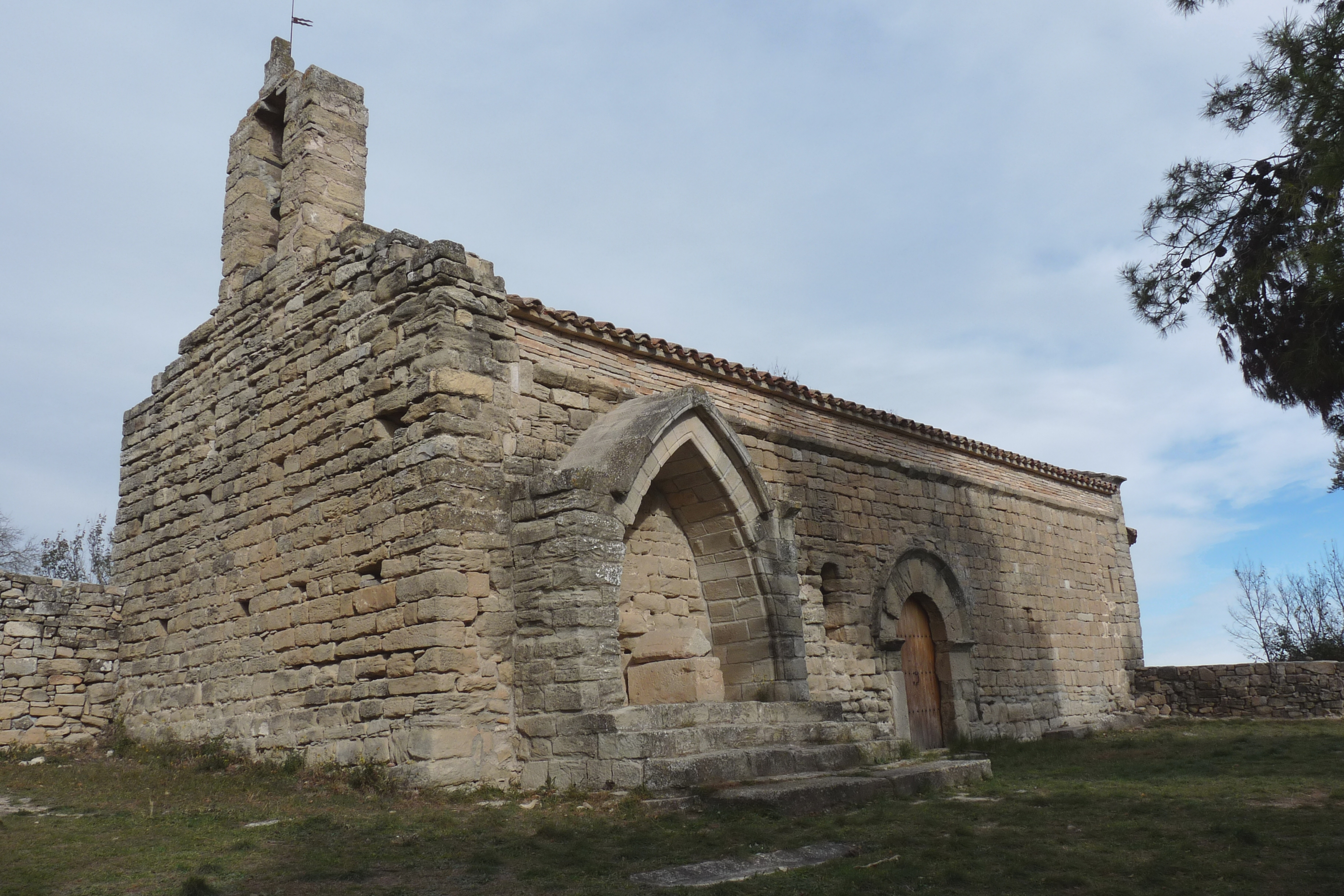
Ermita de Sant Salvador

Figuerola de Santes Creus o Figueroleta és un llogaret deshabitat que pertany al municipi de les Piles (Conca de Barberà). És a uns 3,5 km al nord-est del seu nucli urbà, a uns 650 m d'altitud, i a prop de Sant Gallard, poble del qual depenia. Antigament tenia un castell del qual no en queda cap vestigi. Va ser propietat dels Timor-Queralt fins que Pere de Queralt el cedí al monestir de Santes Creus el 1277. Això va provocar diversos conflictes per la jurisdicció entre els Queralt i el monestir, que quedaren resolts per una sentència de l'any 1536, en què s'atorgava al monestir la jurisdicció civil i als Queralt la criminal. Santes Creus posseí Figuerola fins a la desamortització.
L'església de Sant Salvador, a 300 m. a ponent de Figuerola i d'estil romànic, és dedicada a Sant Salvador i depèn de la de Santa Coloma de Queralt.